# Тодор Иванов (политик)
Вижте пояснителната страница за други личности с името Тодор Иванов.
Тодор Иванов Найденов е български политик от БКП, герой на социалистическия труд.

## Биография
Роден е на 7 февруари 1900 г. във Враца. От 1922 г. е член на БКМС, а от 1923 г. на БКП. По време на Септемврийското въстание е куриер на Окръжния комитет на БКП във Враца. След неуспеха му е арестуван и уволнен като учител. От 1924 г. е секретар на Окръжния комитет на БКМС. През април 1925 г. е осъден на смърт, но впоследствие присъдата му е заменена на доживотен затвор. Освободен е през 1939 г. и става секретар на Окръжния комитет на БКП във Враца. През 1941 г. отново е арестуван и интерниран. Прекарва времето си в лагер до 1942 г., когато е осъден на 15 години затвор. След 9 септември 1944 г. е избран за председател на Областния комитет на ОФ във Враца. Известно време работи в ЦК на БКП като член на Контролната ревизионна комисия. От 7 юни 1950 до 4 март 1954 г. е кандидат-член на ЦК на БКП. През 70-те години е член на Централната контролно-ревизионна комисия при ЦК на БКП. Умира на 26 декември 1976 г. в Берлин.